# Bystrzyca Kłodzka (gemeente)
De gemeente Bystrzyca Kłodzka is een stad- en landgemeente in het Poolse woiwodschap Neder-Silezië, in powiat Kłodzki.
De zetel van de gemeente is in Bystrzyca Kłodzka.
Op 30 juni 2004 telde de gemeente 19 890 inwoners.

## Oppervlakte gegevens
In 2002 bedroeg de totale oppervlakte van gemeente Bystrzyca Kłodzka 337,82 km², waarvan:
- agrarisch gebied: 48%
- bossen: 45%

De gemeente beslaat 20,56% van de totale oppervlakte van de powiat.

## Demografie
Stand op 30 juni 2004:
| Omschrijving                   | Totaal | Totaal | Vrouwen | Vrouwen | Mannen | Mannen |
| ------------------------------ | ------ | ------ | ------- | ------- | ------ | ------ |
| eenheid                        | aantal | %      | aantal  | %       | aantal | %      |
| inwoners                       | 19 890 | 100    | 10 307  | 51,8    | 9583   | 48,2   |
| bevolkingsdichtheid (inw./km²) | 58,9   | 58,9   | 30,5    | 30,5    | 28,4   | 28,4   |

In 2002 bedroeg het gemiddelde inkomen per inwoner 1443,45 zł.

## Bestuurlijke indeling
De gemeente bestaat uit de stad Bystrzyca Kłodzka en 33 sołectwa (38 dorpen).
Dorpen:
Długopole Dolne, Długopole-Zdrój, Gorzanów, Huta, Idzików, Kamienna-Marcinków, Lasówka, Marianówka, Mielnik, Międzygórze, Młoty, Mostowice, Nowa Bystrzyca, Nowa Łomnica, Nowy Waliszów, Paszków, Piotrowice, Pławnica, Pokrzywno, Poniatów, Ponikwa, Poręba, Rudawa, Spalona, Stara Bystrzyca, Stara Łomnica, Stary Waliszów, Starkówek, Szczawina, Szklarka, Szklary, Topolice, Wilkanów, Wójtowice, Wyszki, Zabłocie, Zalesie.

## Aangrenzende gemeenten
Kłodzko, Lądek-Zdrój, Międzylesie, Polanica Zdrój, Stronie Śląskie, Szczytna. De gemeente grenst aan Tsjechië.
- Virtual International Authority File: 167160389